# Archanara roseomarginata
Archanara roseomarginata là một loài bướm đêm trong họ Noctuidae.